# 삼성 노트
삼성 노트(Samsung Notes)는 삼성 갤럭시 노트 시리즈에 기본 탑재된 메모 작성(노트)용 애플리케이션이다. 기존의 S노트를 대체한다. 사진과 오디오가 포함된 디지털 및 손글씨 메모를 작성할 수 있을 뿐만 아니라 스케치 및 그리기, PDF 문서 읽기 및 주석 달기가 가능하다.
안드로이드 및 마이크로소프트 윈도우를 실행하는 삼성 기기에서 사용할 수 있으며 삼성 갤럭시 스토어, 구글 플레이 스토어 및 마이크로소프트 스토어에서 배포된다.

## 같이 보기
- PDF 소프트웨어 목록
- S펜